# クリスティアン・マチェラル
クリスティアン・マチェラル（ルーマニア語: Cristian Măcelaru、1980年3月15日 - ）は、ルーマニア出身の指揮者。

## 人物・来歴
1980年、ルーマニアのティミショアラに10人兄弟の末っ子として生まれ、幼い頃から楽器のレッスンを受け、ヴァイオリンで才能を発揮した。

アメリカへ渡り、ミシガン州のインターロチェン・アーツ・アカデミーで音楽を学び、フロリダ州のマイアミ大学へ進学、在学中に19歳でマイアミ交響楽団の最年少コンサートマスターに就任した。

マイアミ大学卒業後、ヒューストンのライス大学で音楽研究を続け、ラリー・ラクレフに指揮法を学んだ。さらに、タングルウッド音楽センターやアスペン音楽祭では、デイヴィッド・ジンマン、ラファエル・フリューベック・デ・ブルゴス、オリヴァー・ナッセン、ステファン・アズベリーらのマスタークラスに参加し研鑽を積んだ。
2010年、ヒューストン・グランド・オペラで蝶々夫人を指揮しオペラデビュー。
2012年2月にシカゴ交響楽団でピエール・ブーレーズの代役を務め、その演奏が批評家から絶賛され注目を集め、2012年にサー・ゲオルグ・ショルティ新進指揮者賞を、2014年にはショルティ指揮者賞を受賞した。
2013年4月にフィラデルフィア管弦楽団にデビュー、2014年から3シーズンにわたりレジデント指揮者を務めた。
2019年にアメリカの市民権を取得する。
2019年から2025年までケルンWDR交響楽団の首席指揮者、2020年からフランス国立管弦楽団の音楽監督、2025年からシンシナティ交響楽団の音楽監督を務める。
国際音楽祭においては、2017年からカブリヨ現代音楽祭、2023年からジョルジェ・エネスク国際音楽祭の芸術監督を務める。

## 録音
2020年にフィラデルフィア管弦楽団とヴァイオリニストのニコラ・ベネデッティとの共演によるウィントン・マルサリスのヴァイオリン協奏曲(デッカ・クラッシクス盤)でグラミー賞、2025年にフランス国立管弦楽団と録音したジョルジェ・エネスクの交響曲とルーマニア狂詩曲(ドイツ・グラモフォン盤)で国際クラシック音楽賞(ICMA賞)などを受賞した。